# Deudorix sumatrensis
Deudorix sumatrensis är en fjärilsart som beskrevs av Hans Fruhstorfer 1912. Deudorix sumatrensis ingår i släktet Deudorix och familjen juvelvingar. Inga underarter finns listade i Catalogue of Life.